# Podpeca
Podpeca je naselje v Občini Črna na Koroškem.